# Maison de l'Œuvre Notre-Dame
Frauenhaus
Cet article concerne la Maison de l’Œuvre Notre-Dame située à Strasbourg. Pour celle de Rouffach, voir Maison de l'Œuvre Notre-Dame (Rouffach).
La Maison de l'Œuvre Notre-Dame est un monument historique situé à Strasbourg, dans le département français du Bas-Rhin, propriété et siège historique de l’Œuvre Notre-Dame depuis sa construction en 1347. Elle abrite également depuis 1931 le Musée de l'Œuvre Notre-Dame.

## Localisation
La Maison de l’Œuvre Notre-Dame est située dans le centre historique de la ville de Strasbourg. Son entrée principale se trouve au numéro 3 de la place du Château, de l’autre côté de laquelle se trouve la cathédrale, mais elle occupe l’intégralité du pâté de maisons circonscrit entre la place du Château et le passage Hans-Haug au nord, la rue de Rohan à l’est, la rue des Cordiers au sud et la rue du Maroquin à l’ouest.

## Historique

### La maison de 1347
D’après les chroniques de Closener et Königshofen, la Maison de l’Œuvre Notre-Dame a été construite en 1347 afin de servir de siège à la fabrique du même nom. Il semble toutefois qu’un certain nombre de bâtiments existaient déjà avant cette date, et que le chantier de 1347 n’ait concerné que la partie nord de l’aile orientale. Le bâtiment avait des fonctions multiples : il abritait d’abord l’administration et la maîtrise d’œuvre du chantier de la cathédrale, il servait également à loger une partie du personnel de l’Œuvre Notre-Dame et fournissait des services, par exemple des repas, à ceux-ci et aux pauvres, enfin il avait une fonction de représentation, destinée à afficher la puissance de la fabrique. Les ateliers de la cathédrale en revanche n’étaient pour l’essentiel pas situés à cet endroit, mais directement au pied de la cathédrale, de l’autre côté de la place. 
Les inventaires du mobilier, croisés avec l’observation des éléments subsistants, permettent de reconstituer dans les grandes lignes l’organisation de la Maison au début du XVe siècle. L’entrée principale se trouvait au rez-de-chaussée de l’aile orientale et donnait sur une salle aux poutres apparentes (conservées), servant peut-être de vestibule. Cette salle devait ouvrir au sud sur la salle commune, qui occupait la partie sud de l’aile gothique et où les employés et pensionnaires de l’Œuvre Notre-Dame prenaient leurs repas ensemble. Au premier étage se trouvait la , une grande salle d’apparat de 142 m2, chauffée et destinée à abriter les réunions de la fabrique et les repas de fêtes, ainsi qu’à accueillir les invités. De la décoration originale de cette salle ne subsistent que deux corbeaux ornés de masques, qui supportaient autrefois les poutres du plafond, aujourd’hui disparues. L’organisation des étages supérieurs de l’aile gothique est presque inconnue, mais il semble d’après les inventaires du mobilier qu’au dessus de la  se trouvait un dortoir pour les hôtes.
À l’ouest, de l’autre côté d’une cour, se trouvait la maison du receveur de l’Œuvre Notre-Dame, chargé de la gestion financière de l’institution. À côté et parallèlement à celle-ci se trouvait la maison des femmes, qui hébergeait le personnel féminin de l’Œuvre. Dans cette zone, mais non localisée précisément, se trouvait également la boulangerie.  Entre ces bâtiments et l’aile gothique se trouvaient, du côté de la rue des Cordiers, une série hétérogène de maisons accolées, qui subsistent en partie aujourd’hui. Ces maisons contenaient d’ouest en est une armurerie, les logements des domestiques et des boulangers, deux grandes salles, existant toujours, voûtées d’arêtes, où se trouvaient les cuisines, ainsi que des caves permettant de stocker la nourriture.
La Maison ne reste pas figée dans cet état et connaît divers travaux de petite et moyenne envergure au cours du XVe siècle. En 1424, la maison gothique reçoit une statue de la Vierge, qui est installée à l’angle, tandis que deux statues représentant une Annonciation sont placées de part et d’autre du portail. Le bâti est densifié en 1429 par l’ajout d’une salle d’écriture, puis en 1457 la salle commune du rez-de-chaussée est entièrement rénovée et dotée d’un décor de lambris provenant de Bâle. Une autre salle très particulière est également construite avant 1556: le gwelb, une pièce dotée de murs et, comme son nom l’indique, d’une voûte en pierre, servant d’abri aux archives de l’Œuvre Notre-Dame, un capital très précieux qui était protégé de la sorte contre le vol et les incendies.
Un second inventaire réalisé en 1560 permet de se faire une idée de la distribution intérieure juste avant les grands travaux à venir. Dans l’ensemble, la destination des différents espaces ne semble qu’avoir peu changé depuis 1400, mais le mobilier est plus nombreux et plus riche, et de nouvelles pièces de confort font leur apparition, comme deux chambres chauffées, l’une servant de salle de bain et l’autre étant prévue pour accueillir les malades, ainsi qu’une summer hüss, une maison d’été servant de séjour et de salle des fêtes pendant la belle saison.

### Introduction de l’esthétique Renaissance 1578-1583
D’importants travaux furent réalisés entre 1578 et 1583, sous la direction de l’architecte Hans Thoman Uhlberger, avec le souci d’améliorer l’aspect esthétique des bâtiments donnant sur la place : une nouvelle aile Renaissance est construite du côté ouest, faisant pendant à l’aile gothique et reliée à celle-ci par une galerie masquant les bâtiments situés en arrière, donnant ainsi à l’ensemble un plan en fer à cheval autour d’une cour fermée par un portail.
Les travaux commencèrent en 1578 par la rénovation de la partie nord de l’aile gothique. En premier lieu, les fenêtres furent agrandies et leur distribution modifiée afin d’être désormais distribuées régulièrement sur la façade. Celles de la  étaient décorées du côté intérieur par des colonnettes brisées, et la salle reçut par ailleurs un décor peint par Wendel Dietterlin. La pièce majeure de cette rénovation est toutefois l’escalier à vis, démonstration de savoir-faire mélangeant le style gothique à des éléments Renaissance, et qui ouvre sur le vestibule du rez-de-chaussée et la  par des portes monumentales.
En décembre 1578, la salle d’écriture et la boulangerie sont détruits, afin de permettre la construction de l’aile ouest, qui est achevée en 1581 et prend alors le nom de schaffeney. La distribution intérieure de cette nouvelle aile est bien connue et en grande partie conservée : l’accès principal se fait par la cour et donne sur une grande salle ; les deux étages se trouvant au-dessus comportent chacun quatre pièces, au premier étage se trouvait le bureau du receveur, qu’il est nécessaire de traverser pour accéder à la salle des archives et le deuxième accueillait des appartements, peut-être ceux du receveur. Le bâtiment a la particularité de ne comporter aucun escalier, les liaisons verticales se faisant par des galeries extérieures reliant l’aile Renaissance aux autres bâtiments. La destination de la salle du rez-de-chaussée est sujette toutefois à controverse : Hans Haug l’a baptisée « Salle de la Loge » et la décrit comme « l’ancienne salle de séances de la Loge des maçons et tailleurs de pierre de la cathédrale de Strasbourg », affirmation battue en brèche par Liliane Châtelet Lange, qui pointe plusieurs incohérences : outre le fait que Haug ne cite jamais ses sources, cette salle n’a jamais portée ce nom avant lui ; il n’existait par ailleurs pas de Loge des maçons et tailleurs de pierre, les premiers étant exclus de la seconde ; enfin, l’absence de tout système de chauffage aurait empêché la tenue des réunions en hiver. Elle propose ainsi de voir plutôt dans cette salle la remplaçante de la summer hüss, une salle des fêtes servant à la belle saison, caractéristique des maisons de propriétaires aisés dans la région du Rhin supérieur à cette période.

### La maison après 1931
Pendant le bombardement de Strasbourg par les Américains le 11 août 1944 l’aile orientale est touchée de plein fouet par une bombe qui la détruit entièrement sur plus de la moitié de sa longueur.
L'édifice est classé au titre des monuments historiques depuis 1862.

## Architecture
Les bâtiments s’organisent en deux ensembles distincts : la maison « d’origine », organisée en deux ailes (l'aile gothique et l'aile Renaissance) reliées par un corps central autour d’une cour fermée par un mur et un portail monumental d’une part, et d’autre part, s’étendant vers l’ouest, les bâtiments rapportés au XIXe siècle. Il faut par ailleurs mentionner les bâtiments disparus qui se trouvaient du côté nord, qui, bien que séparés des autres par une ruelle, formaient avec ceux-ci une unité fonctionnelle.